# Medalistki mistrzostw Polski seniorów w biegu na 5000 metrów
Medalistki mistrzostw Polski seniorów w biegu na 5000 metrów – zdobywczynie medali seniorskich mistrzostw Polski w konkurencji biegu na 5000 metrów.
Bieg na 5000 metrów kobiet został rozegrany na mistrzostwach kraju po raz pierwszy na  mistrzostwach w 1984 r., które odbyły się podczas Memoriału Bronisława Malinowskiego w Grudziądzu. Zwyciężyła Renata Kokowska z Orła Wałcz, która uzyskała czas 16:39,2.
W latach 1984–1986 i 1988-1990 biegi mistrzowskie na 5000 metrów były rozgrywane w ramach Memoriału Bronisława Malinowskiego, a w latach 1991-1994 nie rozgrywano ich w ogóle. 
Najwięcej medali mistrzostw Polski (po siedem) zdobyły Justyna Bąk, Wioletta Frankiewicz i Karolina Jarzyńska, a najwięcej złotych medali (sześć) Wioletta Frankiewicz.
Aktualny rekord mistrzostw Polski seniorów w biegu na 5000 metrów wynosi 15:34,87 i został ustanowiony przez Wiolettę Frankiewicz podczas mistrzostw w 2004 w Bydgoszczy.

## Medalistki
| NR – rekord kraju \| PB – rekord życiowy \| SB – najlepszy wynik w sezonie \| NL – najlepszy wynik w polskich tabelach w sezonie |

| Mistrzostwa              | 1. miejsce                                 | Rezultat    | 2. miejsce                                    | Rezultat    | 3. miejsce                                    | Rezultat    |
| 1922-1983                | nie rozgrywano                             |             |                                               |             |                                               |             |
| Grudziądz 1984           | Renata Kokowska Orzeł Wałcz                | 16:39,2     | Gabriela Górzyńska Zawisza Bydgoszcz          | 16:41,8     | Czesława Mentlewicz Kłos Olkusz               | 16:59,2     |
| Grudziądz 1985           | Wanda Panfil Lechia Tomaszów Mazowiecki    | 16:01,51 NR | Renata Kokowska Orzeł Wałcz                   | 16:09,66    | Helena Sabaj Stal Mielec                      | 16:31,45    |
| Grudziądz 1986           | Renata Kokowska Orzeł Wałcz                | 15:56,19    | Wanda Panfil Lechia Tomaszów Mazowiecki       | 16:00,82    | Lidia Camberg AZS Katowice                    | 16:16,71    |
| Poznań 1987              | Wanda Panfil Lechia Tomaszów Mazowiecki    | 16:11,81    | Małgorzata Birbach Gwardia Olsztyn            | 16:12,63    | Anna Iskra AZS Katowice                       | 16:13,76    |
| Grudziądz 1988           | Wanda Panfil Lechia Tomaszów Mazowiecki    | 15:42,67 NR | Helena Sabaj Stal Mielec                      | 16:11,70    | Lidia Camberg AZS Katowice                    | 16:12,62    |
| Grudziądz 1989           | Wanda Panfil Lechia Tomaszów Mazowiecki    | 15:41,29 NR | Helena Sabaj Stal Mielec                      | 16:09,24    | Irena Czuta Technik Komorno                   | 16:11,10    |
| Grudziądz 1990           | Grażyna Kowina Kłos Olkusz                 | 16:04,19    | Małgorzata Birbach Gwardia Olsztyn            | 16:06,11    | Małgorzata Sobańska Olimpia Poznań            | 16:14,97    |
| 1991-1994                | nie rozgrywano                             |             |                                               |             |                                               |             |
| Warszawa 1995            | Dorota Gruca Agros Zamość                  | 16:05,00    | Małgorzata Sobańska AZS-AWF Wrocław           | 16:07,65    | Aniela Nikiel Piast Cieszyn                   | 16:09,13    |
| Piła 1996                | Danuta Marczyk LZS Koluszki                | 15:54,24    | Renata Sobiesiak Eris Piaseczno               | 16:01,57    | Lidia Camberg AZS-AWF Katowice                | 16:26,93    |
| Bydgoszcz 1997           | Justyna Bąk Znicz Biłgoraj                 | 15:58,55    | Renata Paradowska Eris Piaseczno              | 15:58,70    | Danuta Marczyk LZS Koluszki                   | 16:12,23    |
| Wrocław 1998             | Dorota Gruca Agros Zamość                  | 15:47,87    | Elżbieta Jarosz Śląsk Wrocław                 | 15:48,11    | Marzena Michalska Wawel Kraków                | 16:20,99    |
| Kraków 1999              | Dorota Gruca Agros Zamość                  | 16:07,41    | Justyna Bąk Znicz Biłgoraj                    | 16:07,43    | Renata Paradowska Eris Piaseczno              | 16:12,51    |
| Kraków 2000              | Justyna Bąk Znicz Biłgoraj                 | 15:44,56    | Grażyna Syrek Olimpia Poznań                  | 16:07,06    | Marzena Michalska Wawel Kraków                | 16:09,01    |
| Bydgoszcz 2001           | Justyna Bąk Skra Warszawa                  | 16:05,84    | Dorota Giezek Agros Zamość                    | 16:07,08    | Marzena Michalska Wawel Kraków                | 16:17,36    |
| Szczecin 2002            | Wioletta Janowska STS Skarżysko-Kamienna   | 15:51,72    | Grażyna Syrek Olimpia Poznań                  | 15:59,93    | Monika Drybulska Olimpia Poznań               | 16:02,64    |
| Bielsko-Biała 2003       | Grażyna Syrek Olimpia Poznań               | 16:04,69    | Karolina Jarzyńska AZS-AWF Katowice           | 16:06,99    | Katarzyna Czyż AZS-AWF Katowice               | 16:11,66    |
| Bydgoszcz 2004           | Wioletta Janowska AZS-AWF Kraków           | 15:34,87    | Justyna Bąk NKS Namysłów                      | 16:03,19    | Grażyna Syrek Olimpia Poznań                  | 16:05,00    |
| Biała Podlaska 2005      | Justyna Bąk NKS Namysłów                   | 17:09,53    | Marzena Kłuczyńska Orkan Wielkopolska Poznań  | 17:14,64    | Karolina Jarzyńska AZS-AWF Wrocław            | 17:18,35    |
| Bydgoszcz 2006           | Grażyna Syrek Piętka Katowice              | 15:52,40    | Izabela Trzaskalska MULKS Terespol            | 16:30,16    | Karolina Jarzyńska Ekonomik Nysa              | 16:45,64    |
| Poznań 2007              | Wioletta Janowska AZS-AWF Kraków           | 15:59,59    | Dorota Gruca Agros Zamość                     | 16:03,27    | Karolina Jarzyńska Piętka Katowice            | 16:16,13    |
| Szczecin 2008            | Wioletta Frankiewicz AZS-AWF Kraków        | 15:36,44    | Justyna Bąk Piętka Katowice                   | 15:57,26    | Karolina Jarzyńska Piętka Katowice            | 16:05,60    |
| Bydgoszcz 2009           | Karolina Jarzyńska Piętka Katowice         | 15:44,01    | Agnieszka Ciołek AZS-AWF Wrocław              | 16:02,86    | Aleksandra Jakubczak Agros Zamość             | 16:22,23    |
| Bielsko-Biała 2010       | Wioletta Frankiewicz AZS-AWF Kraków        | 15:46,95    | Anna Jakubczak Agros Zamość                   | 16:13,64    | Agnieszka Ciołek AZS-AWF Wrocław              | 16:22,19    |
| Bydgoszcz 2011           | Lidia Chojecka Pogoń Siedlce               | 15:46,88    | Katarzyna Kowalska Vectra-DGS Włocławek       | 15:48,88    | Agnieszka Ciołek AZS-AWF Wrocław              | 15:50,33    |
| Bielsko-Biała 2012       | Wioletta Frankiewicz AZS-AWF Kraków        | 15:50,70 SB | Iwona Lewandowska Vectra-DGS Włocławek        | 15:55,10    | Dominika Nowakowska LKB im. Braci Petk Lębork | 15:58,32 PB |
| Toruń 2013               | Karolina Jarzyńska MKL Toruń               | 15:47,31    | Agnieszka Mierzejewska Płomień Sosnowiec      | 16:02,75    | Iwona Lewandowska Vectra Włocławek            | 16:03,91    |
| Szczecin 2014            | Justyna Korytkowska Prefbet Śniadowo Łomża | 16:13,98 PB | Wioletta Frankiewicz AZS-AWF Kraków           | 16:15,51    | Agnieszka Mierzejewska Płomień Sosnowiec      | 16:15,66    |
| Kraków 2015              | Renata Pliś Maraton Świnoujście            | 15:36,18 SB | Dominika Nowakowska LKB im. Braci Petk Lębork | 15:46,20    | Dominika Napieraj AZS-AWF Wrocław             | 15:55,96    |
| Bydgoszcz 2016           | Katarzyna Kowalska Vectra Włocławek        | 16:18,05    | Dominika Napieraj AZS-AWF Wrocław             | 16:20,96    | Iwona Lewandowska Vectra Włocławek            | 16:26,41    |
| Białystok 2017           | Katarzyna Rutkowska Podlasie Białystok     | 15:50,46 PB | Paulina Kaczyńska Pomorze Stargard            | 15:55,73    | Izabela Trzaskalska AZS UMCS Lublin           | 16:03,89 PB |
| Lublin 2018              | Paulina Kaczyńska Pomorze Stargard         | 16:25,26    | Katarzyna Rutkowska Podlasie Białystok        | 16:26,09    | Matylda Kowal Resovia Rzeszów                 | 16:29,86    |
| Sieradz 2019             | Katarzyna Jankowska Podlasie Białystok     | 15:49,68    | Paulina Kaczyńska Pomorze Stargard            | 15:57,74    | Renata Pliś Maraton Świnoujście               | 16:07,14    |
| Włocławek 2020           | Katarzyna Jankowska Podlasie Białystok     | 16:06,02    | Sylwia Indeka LKS Pszczyna                    | 16:08,07    | Renata Pliś Maraton Świnoujście               | 16:09,68    |
| Poznań 2021              | Beata Topka ULKS Talex Borzytuchom         | 16:03,91 PB | Izabela Paszkiewicz AZS UMCS Lublin           | 16:05,50    | Monika Jackiewicz MKL Szczecin                | 16,05,95    |
| Suwałki 2022             | Angelika Mach AZS UMCS Lublin              | 15:57,99 PB | Beata Topka ULKS Talex Borzytuchom            | 15:59,58    | Renata Pliś Maraton Świnoujście               | 16:05,21 PB |
| Gorzów Wielkopolski 2023 | Paulina Kaczyńska WMLKS Pomorze Stargard   | 16:43,51    | Julia Koralewska AZS-AWFiS Gdańsk             | 16:44,14    | Sabina Jarząbek KKL Kielce                    | 16:45,45 PB |
| Bydgoszcz 2024           | Weronika Lizakowska KUKS Remus Kościerzyna | 15:38,15    | Eliza Megger LKS Pszczyna                     | 15:45,47 PB | Olimpia Breza KUKS Remus Kościerzyna          | 15:53,07    |

## Klasyfikacja medalowa
W historii mistrzostw Polski seniorów na podium tej imprezy stanęło w sumie 45 biegaczek. Najwięcej medali – po 7 – wywalczyły Justyna Bąk, Wioletta Frankiewicz i Karolina Jarzyńska, a najwięcej złotych (6) – Wioletta Frankiewicz. W tabeli kolorem wyróżniono zawodniczki, którzy wciąż są czynnymi lekkoatletkami.
| Lp. | Zawodniczka            | Złoto | Srebro | Brąz | Razem |
| 1.  | Wioletta Frankiewicz   | 6     | 1      | 0    | 7     |
| 2.  | Justyna Bąk            | 4     | 3      | 0    | 7     |
| 3.  | Wanda Panfil           | 4     | 1      | 0    | 5     |
| 4.  | Dorota Gruca           | 3     | 2      | 0    | 5     |
| 5.  | Katarzyna Jankowska    | 3     | 1      | 0    | 4     |
| 6.  | Karolina Jarzyńska     | 2     | 1      | 4    | 7     |
| 7.  | Grażyna Syrek          | 2     | 2      | 1    | 5     |
| 8.  | Paulina Kaczyńska      | 2     | 2      | 0    | 4     |
| 9.  | Renata Kokowska        | 2     | 1      | 0    | 3     |
| 10. | Katarzyna Kowalska     | 1     | 1      | 0    | 2     |
| 10. | Beata Topka            | 1     | 1      | 0    | 2     |
| 12. | Renata Pliś            | 1     | 0      | 3    | 4     |
| 13. | Danuta Marczyk         | 1     | 0      | 1    | 2     |
| 14. | Lidia Chojecka         | 1     | 0      | 0    | 1     |
| 14. | Justyna Korytkowska    | 1     | 0      | 0    | 1     |
| 14. | Grażyna Kowina         | 1     | 0      | 0    | 1     |
| 14. | Weronika Lizakowska    | 1     | 0      | 0    | 1     |
| 14. | Angelika Mach          | 1     | 0      | 0    | 1     |
| 19. | Agnieszka Mierzejewska | 0     | 2      | 3    | 5     |
| 20. | Izabela Paszkiewicz    | 0     | 2      | 1    | 3     |
| 20. | Renata Paradowska      | 0     | 2      | 1    | 3     |
| 20. | Helena Sabaj           | 0     | 2      | 1    | 3     |
| 23. | Małgorzata Birbach     | 0     | 2      | 0    | 2     |
| 24. | Iwona Lewandowska      | 0     | 1      | 2    | 3     |
| 25. | Dominika Napieraj      | 0     | 1      | 1    | 2     |
| 25. | Dominika Nowakowska    | 0     | 1      | 1    | 2     |
| 25. | Małgorzata Sobańska    | 0     | 1      | 1    | 2     |
| 28. | Gabriela Górzyńska     | 0     | 1      | 0    | 1     |
| 28. | Sylwia Indeka          | 0     | 1      | 0    | 1     |
| 28. | Anna Jakubczak         | 0     | 1      | 0    | 1     |
| 28. | Elżbieta Jarosz        | 0     | 1      | 0    | 1     |
| 28. | Marzena Kłuczyńska     | 0     | 1      | 0    | 1     |
| 28. | Julia Koralewska       | 0     | 1      | 0    | 1     |
| 28. | Eliza Megger           | 0     | 1      | 0    | 1     |
| 35. | Lidia Camberg          | 0     | 0      | 3    | 3     |
| 35. | Marzena Michalska      | 0     | 0      | 3    | 3     |
| 37. | Olimpia Breza          | 0     | 0      | 1    | 1     |
| 37. | Irena Czuta            | 0     | 0      | 1    | 1     |
| 37. | Katarzyna Czyż         | 0     | 0      | 1    | 1     |
| 37. | Monika Drybulska       | 0     | 0      | 1    | 1     |
| 37. | Anna Iskra             | 0     | 0      | 1    | 1     |
| 37. | Monika Jackiewicz      | 0     | 0      | 1    | 1     |
| 37. | Aleksandra Jakubczak   | 0     | 0      | 1    | 1     |
| 37. | Sabina Jarząbek        | 0     | 0      | 1    | 1     |
| 37. | Matylda Kowal          | 0     | 0      | 1    | 1     |
| 37. | Czesława Mentlewicz    | 0     | 0      | 1    | 1     |
| 37. | Aniela Nikiel          | 0     | 0      | 1    | 1     |

## Zmiany nazwisk
Niektóre zawodniczki w trakcie kariery lekkoatletycznej zmieniały nazwiska. Poniżej podane są najpierw nazwiska panieńskie, a następnie po mężu:
Agnieszka Ciołek → Agnieszka Mierzejewska
Monika Drybulska → Monika Drybulska-Stefanowicz
Wioletta Frankiewicz → Wioletta Janowska → Wioletta Frankiewicz
Dominika Główczewska → Dominika Nowakowska
Dorota Gruca → Dorota Giezek → Dorota Gruca
Anna Jakubczak → Anna Jakubczak-Pawelec
Karolina Jarzyńska → Karolina Nadolska
Iwona Lewandowska → Iwona Bernardelli
Karolina Rutkowska → Karolina Jankowska
Renata Sobiesiak  → Renata Paradowska
Matylda Szlęzak → Matylda Kowal
Izabela Trzaskalska → Izabela Paszkiewicz